# A Matter of Life and Death
A Matter of Life and Death četrnaesti je studijski album engleskog heavy metal sastava Iron Maiden. Izašao je 25. kolovoza 2006. godine u Italiji i Finskoj, 28. kolovoza širom svijeta i 5. rujna 2006. godine u Sjedinjenim Američkim Državama, Kanadi i Japanu. 
Glavne teme albuma su rat i vjera. Naslov "A Matter of Life and Death" (Pitanje života i smrti) također je povezan s temom rata jer je dobio ime po filmu iz 1946. godine čiji je glavni lik pilot iz Drugog svjetskog rata.

## Popis pjesama
| 1.    | »Different World«                     | Adrian Smith, Steve Harris     | 4:18 |
| 2.    | »These Colours Don't Run«             | Smith, Harris, Bruce Dickinson | 6:51 |
| 3.    | »Brighter Than a Thousand Suns«       | Smith, Harris, Dickinson       | 8:44 |
| 4.    | »The Pilgrim«                         | Janick Gers, Harris            | 5:06 |
| 5.    | »The Longest Day«                     | Smith, Harris, Dickinson       | 7:46 |
| 6.    | »Out of the Shadows«                  | Dickinson, Harris              | 5:35 |
| 7.    | »The Reincarnation of Benjamin Breeg« | Dave Murray, Harris            | 7:21 |
| 8.    | »For the Greater Good of God«         | Harris                         | 9:24 |
| 9.    | »Lord of Light«                       | Smith, Harris, Dickinson       | 7:22 |
| 10.   | »The Legacy«                          | Gers, Harris                   | 9:23 |
| 71:50 |                                       |                                |      |

## Postava
- Bruce Dickinson - vokal
- Dave Murray - gitarist
- Janick Gers - gitarist
- Adrian Smith - gitarist
- Steve Harris - bas gitara
- Nicko McBrain - bubnjar

## Top ljestvice

### Album
| Godina | Ljestvica               | Pozicija |
| ------ | ----------------------- | -------- |
| 2006.  | UK Top Ljestvica Albuma | #4       |
| 2006.  | Billboard Hot 200       | #9       |